# 아즈파얌
아즈파얌(튀르키예어: Acıpayam)은 튀르키예 데니즐리주에 위치한 도시로, 면적은 1,772km2이며 인구 수는 2022년 기준 54,888명이다. 에게해 지역과 지중해 지역이 교차하는 곳에 위치한 도시로, 수박과 멜론 산업이 활발한 농업 지역이다.